# Nausigaster bonariensis
Nausigaster bonariensis är en tvåvingeart som beskrevs av Lynch Arribalzaga 1892. Nausigaster bonariensis ingår i släktet Nausigaster och familjen blomflugor. Inga underarter finns listade i Catalogue of Life.